# Lista do Patrimônio Mundial no Quirguistão
A Organização das Nações Unidas para a Educação, a Ciência e a Cultura (UNESCO) propôs um plano de proteção aos bens culturais do mundo, através do Comité sobre a Proteção do Património Mundial Cultural e Natural, aprovado em 1972. Esta é uma lista do Patrimônio Mundial existente no Quirguistão, especificamente classificada pela UNESCO e elaborada de acordo com dez principais critérios cujos pontos são julgados por especialistas na área. O Quirguistão, país da Ásia Central que abriga importantes vestígios da Rota da Seda além de um significativo patrimônio natural, ratificou a convenção em 3 de julho de 1995, tornando seus locais históricos elegíveis para inclusão na lista.
O sítio Montanha de Solimão foi o primeiro local do Quirguistão incluído na lista do Patrimônio Mundial da UNESCO por ocasião da 33ª Sessão do Comitè do Património Mundial, realizada em Sevilha (Espanha) em 2009. Desde a mais recente adesão à lista, o Quirguistão totaliza 3 sítios classificados como Patrimônio da Humanidade, sendo 2 deles de classificação Cultural e 1 de classificação Natural. 

## Bens culturais e naturais
O Quirguistão conta atualmente com os seguintes lugares declarados como Patrimônio da Humanidade pela UNESCO:
| | Montanha de Solimão |
| Bem cultural inscrito em 2009. |                     |
| Localização: Osh |                     |
| Este local domina o vale do rio Fergana e forma o pano de fundo para a cidade de Osh, na encruzilhada de importantes estradas de seda da Ásia Central. Por mais de quinze séculos, a montanha sulamain-Too foi um verdadeiro farol para os viajantes e um lugar sagrado e reverenciado como tal. Seus cinco picos e encostas abrigam antigos santuários e cavernas com petroglifos, bem como duas mesquitas do século XVI amplamente reconstruídas. Até o momento, 101 locais foram localizados no local com petroglifos representando humanos, animais e formas geométricas. Também possui inúmeros locais de culto, em dezessete dos quais cerimônias rituais ainda são praticadas. Espalhados pelos picos da montanha, eles são ligados por uma rede de trilhas e, de acordo com as crenças, ir até eles pode levar à cura da esterilidade, enxaquecas e dor nas costas, ou um aumento da longevidade. Na veneração por esta montanha, crenças religiosas pré-islâmicas e islâmicas são misturadas. Este local foi inscrito na Lista do Patrimônio Mundial por ser o exemplo mais completo de montanha sagrada em toda a Ásia Central e um testemunho da tradição multi-milenar do culto se rendeu às montanhas. (UNESCO/BPI) |                     |

| | Rotas da Seda: a rede de rotas do corredor Chang'an–Tianshan |
| Bem cultural inscrito em 2014. |                                                              |
| Este bem é compartilhado com: China e Cazaquistão. |                                                              |
| Localização: Chuy |                                                              |
| Este local cobre um trecho de 5.000 quilômetros da grande rede rodoviária da Rota da Seda que vai de Chang'an/Luoyang, a principal capital da China durante o reinado das dinastias Han e Tang, até a região de Zhetysu, na Ásia Central. A rota Tian-shan, que foi configurada entre os séculos II a.C.C e I AD.C., foi utilizada até o século XVI e serviu para estabelecer um elo entre inúmeras civilizações e promover intercâmbios de práticas comerciais, crenças religiosas, conhecimento científico, inovações técnicas, usos culturais e expressões artísticas. Os 33 componentes do local compreendem capitais, complexos palacianos de vários impérios e canatos, assentamentos mercantes, templos trogloditas budistas, trilhas antigas, postais, passagens de montanha, torres de batalha, trechos da Grande Muralha, fortificações, túmulos e edifícios religiosos. (UNESCO/BPI) |                                                              |

| | Tian Shan Ocidental |
| Bem natural inscrito em 2016. |                     |
| Este bem é compartilhado com: Cazaquistão e Uzbequistão. |                     |
| Localização: Jalal-Abad |                     |
| Este sítio transnacional da Ásia Central está localizado na cordilheira Tien-Shan, uma das sete maiores do mundo. Os diferentes elementos de seu sistema montanhoso têm altitudes que variam entre 700 e 4.503 metros. É um local com uma grande diversidade de paisagens que abrigam uma biodiversidade excepcionalmente rica. A região ocidental de Tien-Shan é importante globalmente como um centro de origem para várias espécies de árvores frutíferas cultivadas, bem como por sua grande diversidade de tipos florestais e associações de plantas únicas. Este sítio transnacional da Ásia Central está localizado na cordilheira Tien-Shan, uma das sete maiores do mundo. Os diferentes elementos de seu sistema montanhoso têm altitudes que variam entre 700 e 4.503 metros. É um local com uma grande diversidade de paisagens que abrigam uma biodiversidade excepcionalmente rica. A região ocidental de Tien-Shan é importante globalmente como um centro de origem para várias espécies de árvores frutíferas cultivadas, bem como por sua grande diversidade de tipos florestais e associações de plantas únicas. (UNESCO/BPI) |                     |

## Lista Indicativa
Em adição aos sítios inscritos na Lista do Patrimônio Mundial, os Estados-membros podem manter uma lista de sítios que pretendam nomear para a Lista de Patrimônio Mundial, sendo somente aceitas as candidaturas de locais que já constarem desta lista. Desde 2010, o Quirguistão possui 2 locais na sua Lista Indicativa.
| Sítio                                 | Imagem | Local      | Ano  | Dados UNESCO                   | Descrição |
| ------------------------------------- | ------ | ---------- | ---- | ------------------------------ | --- |
| Petróglifos de Saimaluu Tash          |        | Jalal-Abad | 2001 | Cultural: (iii)(iv)(vi)        | Situado no alto da cordilheira de Ferghana, Saimaluu Tash é um grandioso santuário natural que contém uma das maiores coleções de imagens de rocha não só no Quirguistão e na Ásia Central, mas também em todo o mundo. Cerca de 10.000 pedras com imagens foram identificadas, as primeiras datando do terceiro ao início do segundo milênio a.C., ou seja, para a Idade Eneolítica e bronze. |
| Locais da Rota da Seda no Quirguistão |        | Jalal-Abad | 2010 | Cultural: (ii)(iii)(iv)(v)(vi) | O Quirguistão é um dos países que ocupam uma zona de contatos iniciais. No sul e no norte do país a Rota da Seda é representada por várias seções que são bem expressas e marcadas por importantes monumentos da história e da cultura. |